# معركة واترلو
وقعت معركة واترلو (بالإنجليزية: Battle of Waterloo) يوم الأحد 18 يونيو 1815 بالقرب من واترلو (في المملكة المتحدة الهولندية آنذاك، في بلجيكا اليوم) ومثلت نهاية الحروب النابليونية. هُزم الجيش الفرنسي بقيادة نابليون على يد جيشين من قوى التحالف السابع. تألف أحدهما من قوة بقيادة بريطانية مع وحدات من المملكة المتحدة وهولندا وهانوفر وبراونشفايغ وناساو، تحت قيادة دوق ويلينغتون (غالبًا ما أشير إلى هذا الجيش باسم جيش الأنجلو الحلفاء أو جيش ويلينغتون)، وتألف الجيش الآخر من ثلاثة فيالق (الفيلق الأول والثاني والرابع) من الجيش البروسي تحت قيادة المارشال بلوخر؛ قاتل فيلق رابع (الفيلق الثالث) من هذا الجيش في معركة وافر في يوم معركة واترلو نفسه. عُرفت المعركة آنذاك باسم معركة مون سان جان في فرنسا (نسبة إلى قرية مون سان جان) وباسم لا بيل أليانس في بروسيا (تعني «التحالف الجميل»؛ نسبة لنزل يُدعى لا بيل أليانس).
إبان عودة نابليون إلى السلطة في مارس 1815 (بداية أيام نابليون المائة)، شكلت العديد من الولايات التي عارضته سابقًا تحالفًا سمي بالتحالف السابع، وحشدت جيوشها على عجل. تمركزت جيوش ويلينغتون وبلوخر بالقرب من الحدود الشمالية الشرقية لفرنسا. وخطط نابليون لمهاجمة كل منهم على حدة وذلك قبل أن يتمكنوا من الانضمام وغزو فرنسا بمساعدة دول أخرى من دول التحالف.
وفي 16 يونيو، أقدم نابليون بقواته الرئيسية على هجوم ناجح ضد الجزء الأكبر من الجيش البروسي في معركة لينييه، بينما خاض جزء صغير من الجيش الفرنسي معركة كاتر برا لمنع جيش الأنجلو الحلفاء من تعزيز قوات البروسيين. حافظ جيش الحلفاء على مواقعه بعد معركة كاتر برا. وفي 17 يونيو، انسحب البروسيون من لينييه بحالة جيدة، ومن ثم انسحب دوق ويلينغتون بالتوازي مع البروسيين شمالًا إلى واترلو. أرسل نابليون ثلث قواته لملاحقة البروسيين مما أدى إلى اشتباكهم مع مؤخرة الجيش البروسي في معركة منفصلة عُرفت باسم معركة وافر، والتي حدثت في 18 - 19 يونيو، مما منع تلك القوات الفرنسية من المشاركة في معركة واترلو.
عندما علم دوق ويلينغتون أن الجيش البروسي قادر على دعمه، قرر بدء القتال عند سهول مون سان جان مقابل طريق بروكسل قرب قرية واترلو، حيث صمد أمام الهجمات المتكررة للجيش الفرنسي طوال فترة بعد الظهر في 18 يونيو وكاد أن يخسر المعركة. وفي النهاية ساعده الوصول التدريجي للقوات البروسية البالغ عددها 50,000 بروسي، فهاجم جناح الجيش الفرنسي وأوقع به خسائر فادحة. وفي المساء، هاجم نابليون خط الحلفاء بآخر قواته الاحتياطية، كتائب المشاة العليا من الحرس الإمبراطوري. ومع اختراق البروسيين الجناح الأيمن للجيش الفرنسي، تصدى جيش الحلفاء للحرس الإمبراطوري، وهُزم الجيش الفرنسي.
كانت معركة واترلو المعركة الحاسمة في حملة واترلو، آخر حملات نابليون. وهي أيضًا ثاني أكثر معركة دموية تحدث في يوم واحد في الحروب النابليونية بعد معركة بورودينو. وصف ويلينغتون هذه المعركة بأنها «أكثر معركة متقاربة بالنتيجة قد يشهدها المرء في حياته». تنازل نابليون عن العرش بعد أربعة أيام ودخلت قوات التحالف مدينة باريس في 7 يوليو. حددت معركة واترلو نهاية أيام نابليون المائة بعد عودته من المنفى، وعجلت من تنازله الثاني والنهائي عن عرش الامبراطورية الفرنسية، وأنهت زمن الامبراطورية الفرنسية الأولى. وقد شكلت علامة تاريخية فارقة بين سلسلة من الحروب الأوروبية وبين عقود من السلام النسبي والذي غالبًا ما يشار إليه باسم السلام البريطاني. في الثقافة الشعبية، أصبحت عبارة «ملاقاة المرء لواترلو» تعبيرًا عن الهزيمة الحاسمة.
تقع ساحة المعركة في بلديتي برين لاليو ولان البلجيكيتان على بعد نحو 15 كيلومترًا (9.3 ميل) جنوب بروكسل، ونحو 2 كيلومتر (1.2 ميل) من مدينة واترلو. يميز موقع ميدان المعركة اليوم النصب التذكاري لتلة الأسد، تلة اصطناعية كبيرة مبينة من تراب مأخوذ من أرض المعركة نفسه، ولكن تضاريس ساحة المعركة بالقرب من التلة تغيرت ولم تبق على حالها.

## توطئة
في 13 مارس 1815، قبل ستة أيام من وصول نابليون إلى باريس، أعلنت السلطات في مؤتمر فيينا أن نابليون شخص خارج عن القانون. وبعد أربعة أيام، حشدت المملكة المتحدة، وروسيا، والنمسا، وبروسيا جيوشها للقضاء على نابليون. ولأن تعداد جيش الحلفاء يفوق تعداد جيش نابليون بكثير، أدرك نابليون أنه بمجرد فشل محاولاته بثني عضو واحد أو أكثر من أعضاء التحالف السابع عن غزو فرنسا، فإن فرصته الوحيدة للبقاء في السلطة هي الهجوم قبل أن يتمكن أعضاء التحالف من تعبئة قواتهم.
لو نجح نابليون في تدمير قوات التحالف جنوب بروكسل قبل أن تصلها التعزيزات، لربما كان قادرًا على دفع البريطانيين للعودة إلى البحر وإقصاء البروسيين من الحرب. ولكان ذلك سيمنحه المزيد من الوقت من أجل تجنيد وتدريب المزيد من الرجال قبل أن يتجه بجيشه نحو النمساويين والروس.
وضع نابليون في اعتباره أيضًا أن يدفع النصر الفرنسي بالمتعاطفين من الناطقين باللغة الفرنسية في بلجيكا إلى القيام بثورة ودية. بالإضافة إلى ذلك، كانت قوات التحالف في بلجيكا بمعظمها قوات رديفة لأن العديد من هذه الوحدات كان مشكوكًا بقدراتها وبولائها.
كان الهدف من الترتيبات الأولية التي أقدم عليها القائد البريطاني ويلينغتون، مواجهة تهديد نابليون بمحاصرة جيوش التحالف من خلال الانتقال عبر منس إلى الجنوب الغربي لبروكسل. وقد كان هذا ليدفع ويلينغتون إلى الاقتراب من الجيش البروسي بقيادة غيبهارد ليبريخت فون بلوخر، ولكن كان من الممكن أن يتسبب ذلك بقطع اتصالات ويلينغتون مع قاعدته في أوستند. وبهدف تأخير ويلينغتون عن نشر قواته، بث نابليون معلومات استخباراتية كاذبة تفيد بأن سلسلة إمدادات ويلينغتون من موانئ القناة ستُقطع.
بحلول يونيو، كان نابليون قد جمع جيشًا تعداده 300,000 رجل، أما تعداد قواته في واترلو كان أقل من ثلث هذا العدد ولكن معظم أفرادها كانوا ضباطًا وجنودًا موالين لنابليون ومتمرسون في الحرب. قسم نابليون جيشه إلى جناح أيسر بقيادة المارشال ني، وجناح أيمن بقيادة المارشال غروشي، وقوات احتياطية بقيادته (لكن هذه العناصر الثلاثة بقيت متقاربة بما يكفي لدعم بعضها البعض). وقبل بزوغ فجر يوم 15 يونيو، عبر الفرنسيون التخوم قرب شارليروا واستطاعوا اجتياح النقاط الأمامية للتحالف بسرعة كبيرة، فأمنوا «الموقع المركزي» لنابليون بين جيشي ويلينغتون وبلوخر، مما عزز آمال نابليون في منعهم من الانضمام لبعضهم البعض، وبأنه سيتمكن من القضاء على الجيش البروسي أولًا ومن ثم جيش ويلينغتون.
لم يتأكد ويلينغتون من أن هجوم شارليروا هو الهجوم الفرنسي الأساسي إلا في وقت متأخر جدًا من ليلة 15 يونيو. وفي الساعات الأولى من يوم 16 يونيو، تلقى دوق ويلينغتون وهو في حفلة كونتيسة ريتشموند الراقصة في بروكسل رسالة مستعجلة من أمير هولندا وصُدم من التقدم السريع لقوات نابليون. فأمر جيشه على عجل بالتمركز في كاتر برا حيث كان أمير هولندا مع لواء الأمير بيرنارد ساكس فايمر بموقف ضعيف أمام جنود الجناح الأيسر بقيادة المارشال ني. كان الأمير برنارد والجنرال بيربونشير مطلعين على التقدم الفرنسي أكثر من المسؤولين الآخرين في جيش الحلفاء من كافة النواحي، وقد أثبتت مبادراتهما اللاحقة بالمحافظة على مواقعهما على تقاطعات الطرق أهميتها بالنسبة للنتائج. عصى الجنرال كونستانت دي ريبيك، قائد إحدى الفرق الهولندية أوامر ويلينغتون بالزحف إلى منطقة حشد قواته السابقة المختارة مسبقًا حول نيفيل، وقرر أن يتشبث بموقعه عند تقاطع الطرق وأرسل رسائل مستعجلة إلى الأمير برنارد والجنرال بيربونشير. تظهر هذه الحقيقة أن ويلينغتون لم يلق بالًا للتقدم الفرنسي السريع باتجاه بروكسل، ولم يثق بالمعلومات الاستخباراتية التي قدمها له الجنرال دورنبيرغ - أحد مسؤولي مخابراته - والتي حذره فيها من وجود العديد من النقاط التي احتلها الفرنسيون جنوب شارليروا فضلًا عن بعض التقارير التي أرسلتها فرقة المخابرات التابعة للفيلق البروسي الأول. ولو امتثل هذين الجنرالين لأوامر ويلينغتون، لسقطت كاتر برا في أيدي الفرنسيين مما كان سيمنحهم الوقت لدعم هجمات نابليون على البروسيين في منطقة سومبريف عبر الطريق السريع والمعبّد، ولكان تاريخ الحملة سيتغير تغيرًا كبيرًا.

## خلفية تاريخية
في عام 1813 قرر نابليون إعلان الحرب على روسيا وجهز جيشًا ضخمًا للاستيلاء عليها وبالرغم من انتصاره العسكري إلا أن طول المسافة والبرد القارس قد أنهكا جيشه وهلك معظمه في طريق عودته إلى باريس. وَجدت الدول الأوروبية الفرصة سانحة للقضاء على نابليون، فقررت كل من بروسيا وبريطانيا والنمسا والسويد وإسبانيا والبرتغال إعلان الحرب على نابليون فيما يعرف بالتحالف السادس الذي انتصر عليه نابليون انتصارًا كبيرًا في معركة دريسدن 27 أغسطس 1813م، ولكن تجمعت جيوش الحلفاء بقوات تفوق جيش نابليون ودارت بينهما معركة الأمم التي أصيب فيها نابليون بخسارة فادحة وعاد إلى باريس، وبالرغم من إصراره على استكمال الحرب لكن قوّاته رفضت ذلك، فدخلت جيوش الحلفاء باريس وعلى رأسهم الجيش البروسي، فتنازل نابليون عن العرش لابنه ولكن الحلفاء رفضوا، ليتنازل نابليون عن العرش بدون قيد أو شرط في 11 أبريل 1814م، وتولى الملك لويس الثامن عشر حكم فرنسا ونُفيَ نابليون إلى جزيرة إلبا ولكنه استطاع الهرب من منفاه في 26 فبراير 1815م ووصل بسفنه إلى الساحل الفرنسي وانضمت إليه فرقة الجيش التي كُلفت بالتصدي له وزحف إلى باريس محاولًا استعادة مجد امبراطوريته وانتصاراته السابقة.
والجدير بالذكر أن فرار نابليون من منفاه في جزيرة إلبا، اضطر أعضاء مؤتمر فيينا إلى إنهاء المؤتمر والتفرغ لحرب نابليون الذي عدّوه خارجاً على القانون، وبهذا تكون معركة واترلو قد فرضها نابليون على الحلفاء.
وصلت إلى بلجيكا مباشرة جيوش إنجلترا وبروسيا، ومن الطرف الآخر جيوش فرنسا على أن تتوافد إلى جهة الراين جيوش بقية الحلفاء، الجيش الإنجليزي عين على قيادته دوق ويلينغتون ويقدر تعداد جيشه بحوالي 68,000 جندياً، والجيش البروسي وقائده المارشا (بلوخر) وتعداد جيشه حوالي 50,000 جندياً، أما تعداد الجيش الفرنسي بقيادة الإمبراطور (نابليون) فكان حوالي 72,000 جندياً، كانت خطة نابليون الفصل بين الجيشين والقضاء على كل جيش بمفرده قبل وصول جيوش بروسيا والنمسا. ولهذا سبقت معركة واترلو الحاسمة معارك تمهيدية فرعية هي : معركة كواتر براس، ومعركة ليني وهي المعركة التي استطاع فيها نابليون هزيمة الجيش البروسي مما دفع بلوخر إلى الانسحاب والهرب.

## وقائع المعركة
تأخر بدء المعركة بعض الوقت بسبب الأمطار والوحول في اليوم السابق، وهذا ما أعاق تنقل المدفعية، ومن الجدير بالذكر أن ولينجتون قد وضع قواته خلف تلة لحمايتها من هجمات نابليون بالإضافة إلى أن تلك التلة لعبت دورًا كبيرًا في نهاية المعركة، وقبل بدء المعركة حاول الفرنسيون السيطرة على قلعة صغيرة تقع على الجانب الغربي من أرض المعركة والتي كان يحتلها الإنجليز ولكن فشلت محاولات الفرنسيين في السيطرة عليها، وفي ظهر ذلك اليوم أمر نابليون بأن تُسلط قذائف المدفعية على جنود الجيش الإنجليزي مما سبب خسائر كبيرة في جنود ولينجتون، وفي بداية حلول المساء وصل (بلوخر) بقواته إلى ولينجتون الذي كان موقفه حرجاً أمام نابليون، وتم التحام القوتين في الوقت اللازم، وهنا اتخذ نابليون أمره بهجوم فرقة الحرس الامبراطوري وتراشقت المدافع النيران بالتناوب، ولما حاول توجيه ضربة لقلب الجيش الإنجليزي مُني نابليون بخسارة كبيرة وتساقطت أمامه زهرة جنوده المخضرمين من الحرس الامبراطوري في جيشه، بينما اجتمعت قوات (بلوخر) و(ويلينغتون) معًا.

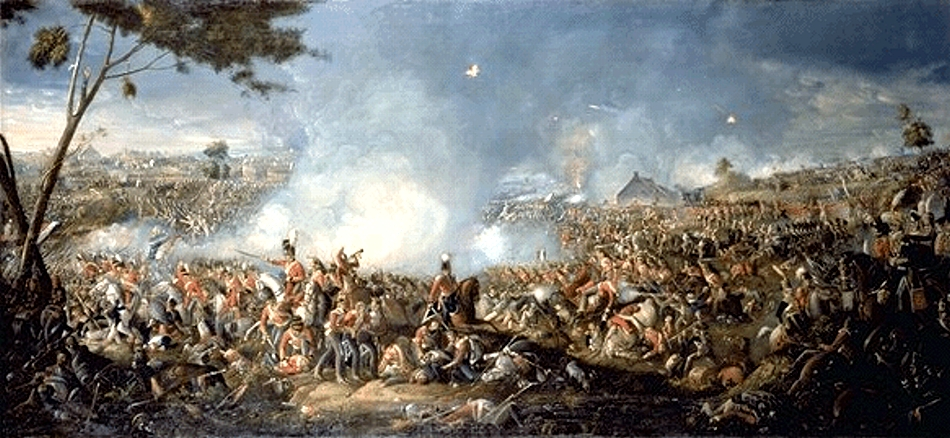
لوحة لويليام سادلر تمثل معركة واترلو

ورغم أن (نابليون) أوقع في صفوف أعدائه خسائر فادحة لكنه لم يسحقها، بل بدأت مدفعية الإنجليز تحصد فرسانه التي وجهها إلى قلب القوات الإنجليزية. ولما أدرك (نابليون) النهاية الأليمة، ركب جواده وصف حرسه الخاص صفوف متلاحقة، وأشار بأصبعه نحو الإنجليز، ووصلت شدة المعركة أوجها، ونابليون على رأس قواته. وقد تكبد الإنجليز خسائر كبيرة بالأرواح والعتاد في هذا الهجوم الأخير. واضطر (ويلينجتون) بعد أن أصيب تحته جوادان أن يترجل حاملًا سيفه ويتقدم حرسه إلى المعركة، واصطدم الحرسان ببعض، وأراد (نابليون) أن يزج بنفسه وسط النيران لولا أن أثناه ضباطه فلوى رأس جواده وبرح الميدان وهو يقول : خسرنا كل شيء إلا الشرف. وعاد إلى باريس بينما كان ميدان واترلو مليئًا بجثث القتلى والجرحى.

## نتائج المعركة
تعتبر معركة واترلو الفصل الختامي لامبراطورية نابليون بونابرت القائد الفذ قاهر أوروبا الذي عاد إلى باريس وتنازل عن العرش وتم نفيه إلى جزيرة سانت هيلينا.

## الجيوش المتقاتلة
- الامبراطورية الفرنسية

مقابل:
1. بريطانيا
2. مملكة بروسيا
3. الجمهورية الهولندية
4. هانوفر

## القوى
الفرنسيون:
72 ألف جندي
الحلف المضاد:
118 ألف جندي

## الخسائر
الفرنسيون:
25 الف قتيل وجريح و15 الف مفقود و7 آلاف أسير
الحلف المضاد:
24 ألف قتيل وجريح

## وصلات خارجية
معارك حاسمة 3 - معركة واترلو على موقع يوتيوب
معركة واترلو- منتدى التكنولوجيا العسكرية والفضاء